# Варнава (Накропин)
Архиепи́скоп Варна́ва (в миру Васи́лий Алекса́ндрович Накро́пин; 21 декабря 1861 (2 января 1862), Петрозаводск — 31 марта (13 апреля) 1924, Москва) — епископ Русской православной церкви, архиепископ Тобольский и Сибирский.
По происхождению крестьянин, получил только начальное образование. Приняв в 36 лет монашество, а затем священный сан, стал быстро продвигаться по служебной лестнице. В 1911 году стал викарным епископом Каргопольским. Пользовался противоречивой славой: с одной стороны, благодаря происхождению и необычным проповедям, пересыпанным народными изречениями, был популярен среди простого народа, но за это же был отвергаем потомственным духовенством и «высшим обществом», которые видели в нём проходимца по причине не только происхождения и подчас дерзкого поведения, но и из-за репутации ставленника Григория Распутина; известно, что Григорий Распутин звал его «сусликом». Вершиной его противоречивой карьеры стало пребывание на Тобольской епархии в 1913—1917 годах. Не чурался политики: был участником монархического движения в предреволюционной России и членом Русского собрания. Наряду с рядом других иерархов, имевших репутацию «распутинцев», был уволен на покой сразу после падения монархии в России. После Октябрьской революции заявил о своих симпатиях к новой власти и стал первым епископом, начавшим сотрудничать с ВЧК.

## Биография

### Ранние годы
Родился 21 декабря 1861 года в Петрозаводске Олонецкой губернии в зажиточной семье «огородников». Пётр Накропин, прапрадед будущего епископа, первым в Петрозаводске завёл огород с парниками в пойме реки Лососинки и стал выращивать не только привычные капусту и картофель, но и диковинные для горожан южные дыни, арбузы и спаржу. Его потомки продолжили его дело и снабжали губернский город свежими овощами: огурцами, репой, брюквой, свёклой и др. В одной из проповедей, сказанных вскоре после того, как он стал епископом Каргопольским, отмечал: «вся моя жизнь протекла в одной с вами губернии».
По воспоминаниям современника, «Василий Накропин шустрый и способный мальчик, <…> был отдан отцом в местную Олонецкую гимназию. Однако недолго учился Вася. Кое как дотянув до второго класса, „убоялся“ дальнейшей премудрости, был взят из учебного заведения, а когда немного подрос и разъезжая по городу с отцом, приучился к торговле овощами, стал уже сам один вести развозную торговлю. Тем более, что родители убедились в несомненных торговых способностях их сына, приступившего весьма удачно к своим разъездам по городу ещё и сообщения „самых последних новостей“, да ещё в очень интересном изложении Васьки-огородника, как его попросту называли». По мнению протопресвитера Георгия Шавельского, «грамотность его ни в коем случае не превышала грамотности слабо закончившего курс начальной школы. В делах канцелярии протопресвитера хранилось одно его письмо на моё имя. В письме каждое новое слово начинается с большой буквы и после каждого слова точка. Буква „ять“ отсутствует». ПО архивным данным, обучался не в гимназии, а в Петрозаводском городском училище. В «Церковных ведомостях», официальном издании Святейшего Синода, про него было написано: «не получил систематического образования в духовных или светских учебных заведениях, но, с ранних лет проживая в монастырях и будучи, кроме того, от природы человеком живого ума и крайне любознательным, он отчасти долгою школою иночества, а отчасти путем самостоятельного изучения произведений святоотеческой письменности, успел приобрести <…> знания в религиозной области и <…> духовный опыт».
По воспоминаниям современника, «был большой балагур, остроумный, нахрапистый парень, могущий вести бесконечный рассказ и все в рифмованном виде. Но у него была ещё одна замечательная способность — уменье бесподобно имитировать женский голос. <…> Прежде всего у него было правило быть в маскараде исключительно в женских костюмах, под видом ли русской боярской девушки, просто скромном чёрном домино, или даже в костюмах балерины». Показательна сохранившаяся в анналах эмигрантской мемуаристики легенда: однажды, переодевшись в женское платье, Василий сумел попасть на губернаторский костюмированный бал, причём рассказывали, что сам губернатор оказал неизвестной «девушке» знаки внимания. Эта забавная история принесла юноше пусть и кратковременную, но широкую известность в губернском городе.
В эти годы не отличался благочестием. Во время совершения архиереем священнической хиротонии, в ответ на реплику архиерея «да снизойдет на тебя благодать Св. Духа» мог сказать: «Ну, и благодати же у нашего архиерея. По всем карманам широким, поповским понапихано», а когда хор пел «аксиос, аксиос, аксиос», Накропин «обнаруживая плоды своего недолгого пребывания в гимназии и как бы ни к кому не обращаясь подпевал: „Азинус, азинус, азинус“» (лат. asinus — «осёл»).

### Монашество и священническое служение
В 1895 или 1896 году «неожиданно переменяет фронт, и обыватели Петрозаводска встречают знакомую фигуру огородника, болтливого торговца овощами, совершенно преобразившуюся. В незатейливом, почти нищенском потертом жёлтом зипуне, — подряснике из материи, называвшейся тогда „чёртовой кожей“, в каком-то не то клобуке, не то замысловатой папахе, появляется Василий. И речи уж не те. Все говорит о Боге, о спасении души, о необходимости христианского подвига. Василий пуще прежнего бегает и носится по небольшому городку, о чём-то, будто хлопочет, чем-то горит и волнуется и, в конце концов, предстает уже в виде настоящего по крайней мере по внешности монаха». Известно, что Василий Накропин в 1890-е годы вместе со своим отцом, Александром Ивановичем, неоднократно посещал Благовещенскую Яшезерскую пустынь.
Тридцати шести лет поступил послушником Клименецкого монастыря Олонецкой епархии, где 13 июля 1897 года принял монашеский постриг с именем Варнава. 11 апреля 1898 года рукоположён в сан иеродиакона епископом Павлом (Доброхотовым); 12 апреля того же года — во иеромонаха.
11 февраля 1899 года назначен управляющим Клименецким монастырём; с 30 сентября того же года — настоятелем Клименецкого монастыря. Став во главе монастыря, энергично взялся за его развитие. В 1901 году в его стенах проходили курсы, организованные епархиальным миссионером и священником Константином Плотниковым, при большой поддержке настоятеля иеромонаха Варнавы (Накропина). Огромный удар по материальному состоянию монастыря нанес сильный пожар, случившийся 15 апреля 1902 года. В огне пострадали все деревянные постройки монастыря, включая девятиглавую Троицкую церковь. Благодаря активной деятельности Варнавы заметно участились и стали более щедрыми пожертвования и вклады. В 1902 году Варнава был представлен в Гатчинском дворце императрице Марии Фёдоровне и великой княгине Ольге Александровне, которые впоследствии неоднократно присылали в далекий Клименецкий монастырь свои подарки, чаще всего деньгами. От великого князя Константина Константиновича и великой княгини Елизаветы Маврикиевны на остров пришла посылка с темной материей «на подрясники всем монашествующим». 18 июня 1904 года был возведён в сан игумена.
18 февраля 1905 года назначен настоятелем второклассного Палеостровского монастыря той же губернии с возведением в сана архимандрита. 13 марта того же года возведён в сан архимандрита.
6 марта 1908 года по ходатайству митрополита Московского Владимира (Богоявленского) назначен на должность настоятеля Новоголутвинского монастыря в городе Коломне Московской губернии; через два года перемещён в первоклассный Старо-Голутвин монастырь. Как писал Георгий Шавельский, «природный ум, большая ловкость, пронырливость и граничащая с дерзостью смелость помогли ему не только стать архимандритом, настоятелем весьма богатого Голутвинского монастыря в Коломне (Московской епархии), но и проникнуть во многие высокопоставленные дома и семьи».
Происхождение Варнавы из простого народа позволяло ему вести простые задушевные беседы с народом как в храме, так и вне, что стало причиной его популярности в Коломне и Москве. Варнава хорошо знал Священное Писание, Жития святых и выстраивал свои проповеди нетрадиционным образом: пересыпал речь фразеологизмами народного происхождения, остроумными поговорками, крылатыми словами. Вместе с тем в его проповедях напрочь отсутствовал такой непременный атрибут, как назидательность. Невзыскательной пастве необычный архимандрит определённо нравился, вокруг него образовался своего рода кружок почитателей и почитательниц, которые уважали Варнаву как подвижника, оберегали его, исполняли мелкие поручения.
Горожане Коломны даже пошли к митрополиту Московскому и в Святейший синод с ходатайством об открытии новой викариатской кафедры епископа Коломенского с возведением в этот сан архимандрита Варнавы.

### Епископ Каргопольский

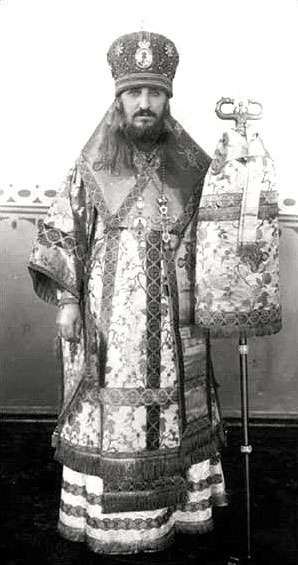
Епископ Каргопольский Варнава (Накропин)

Про протекции Распутина был определён к епископскому служению. Архиепископ Антоний (Храповицкий) в частном письме к митрополиту Флавиану от 11 августа 1911 года писал о том как восприняли члены Святейшего Синода данное назначение: «Уже омокается трость, и завтра государь подпишет о бытии архимандриту Варнаве епископом каргопольским; хиротония его в Москве. Как это произошло? А вот как. Вл. К. Саблер заявил, что государь желает видеть его епископом. Преп. Дмитрий сказал: „А потом и Распутина придётся хиротонисать“. Я начал предлагать разъяснить неудобства сего желания; тогда В. К. вынул из портфеля всеподданнейшее прошение свое об отставке и пояснил, что в отказе Синода он усмотрит свою неспособность быть посредником между государем и Синодом и предоставить это дело другому. Тогда я от лица иерархов сказал: „Для сохранения вас на посту, мы и чёрного борова посвятим в архиереи, но нельзя ли его отправить в Бийск, посвятить в Томске и т. п.“. Вечером 8 августа мы собрались тайно у преп. Сергия и, вознеся немало воздыханий, решили из двух зол избрать меньшее».
12 августа 1911 года состоялось Высочайшее повеление о бытии ему епископом Каргопольским, викарием Олонецкой епархии и управляющим Спасо-Преображенским в городе Каргополе монастырём; местопребывание его назначалось в Спасском монастыре Каргополя. Епархиальный орган печати отмечал по поводу учреждения 12 августа 1911 года Каргопольского викариатства: «Нельзя сказать, чтобы это учреждение вызывалось здесь обилием бумажного делопроизводства и сложностию епархиального управления. <…> но всё же служения, поучения, беседы, собрания, поездки викария вполне возможны и полезны. Если к тому же принять во внимание и личность Пр. Варнавы, как известного высшим кругам и благотворителям столиц, как благоустроителя обителей и любителя церковной уставности богослужений, то нельзя не порадоваться за Олонию и за г. Каргополь. Слава Богу, что Государь даровал нам викариатство ранее многих других епархий».
27 августа в Мироварной палате митрополит Московский и Коломенский Владимир (Богоявленский) возглавил наречение архимандрита Варнавы во епископа Каргопольского, викария Олонецкой епархии. 28 августа за торжественным богослужением в Успенском соборе Московского Кремля состоялась его епископская хиротония, которую совершили: митрополит Московский и Коломенский Владимир (Богоявленский), архиепископ на покое Владимир (Соколовский-Автономов), епископ Дмитровский Трифон (Туркестанов), епископ Серпуховский Анастасий (Грибановский), епископ на покое Евфимий (Елиев), епископ на покое Тихон (Никаноров).
Как писала газета «Олонецкая неделя», «весть о назначении и хиротонии Преосвященного Варнавы, первого викария Каргопольского, в конце августа быстро разнеслась в г. Каргополе и его окрестностях. Но сведения об этом долгое время были неточными, даже местное духовенство не знало никаких подробностей. Наконец, разрозненные слухи стали реальностью и в 1 час ночи с 1-го на 2-е октября 1911 г. Преосвященный Варнава прибыл с вологодским поездом на станцию „Няндома“, затем, отдохнув, на лошадях отправился в Каргополь». По пути были остановки на станции Ряговской и Малошальгском погосте, где викария встречали местные священнослужители и огромные толпы народа. Прибыл в Каргополь 2 октября 1911 года, о чём сообщил епископу Олонецкому Никанору (Надежину); «посему был братский обмен приветствиями между архипастырями».
Часто совершал поездки в сёла. В той же газете говорилось: «Проповедь Преосвященного всегда рассчитана на слушателя самого простого — малосведущего в учении веры и жизни христианской. Поймёт такой слушатель, тем более поймёт более просвещённый. Большую услугу владыке — проповеднику оказывает его память, находчивость и наблюдательность. Благодаря всему этому речь владыки Варнавы богата примерами — картинами, образами из слова Божия, житий святых, литературы и современной жизни, что оживляет её и делает плодотворной. Как искусный скрипач вызывает из скрипки чудные звуки, так и епископ Варнава заставляет своим образным словом верить, любить и надеяться».
В многочисленных поездках по плохим проселочным дорогам в любую погоду епископ Варнава сильно простудился и «в совершенно бесчувственном состоянии был доставлен своими почитателями в Каргополь, где были приняты энергичные меры к восстановлению здоровья владыки».
Почитателей у него появлялось всё больше. Как писала та же «Олонецкая неделя»: «Весьма популярный в народе, владыка с восторгом повсюду был встречаем населением. Что особенно замечательно, местные старообрядцы, обыкновенно не подпускающие к своим молельням никого из духовенства и даже обычно моющие руки после рукопожатия никонианца, наперерыв приглашали епископа Варнаву не только в свои дома, но даже просили коленнопреклоненно служить молебны в молитвенных домах». В другом материале этой газеты говорилось, что «со времени учреждения здесь викариатской кафедры — благодаря усердию епископа нашего служба в монастыре да и в церквях повелась истовая, полная, длинная и торжественная, что так любят староверы, которые нередко стали заглядывать на архиерейские службы, вслушиваться в поучения владыки, всегда простые, мирные и глуботрогательные». Результатом этого стало присоединение к православию священника «австрийского согласия». Гавриилы Яковлевича Фомина, что «поповал в деревне Хрулевской в Волосовском приходе Каргопольского уезда».
25 мая 1912 года «предпринял путешествие с крестным ходом в Александро-Ошевенский монастырь (от Каргополя до монастыря 42 версты)», причём первые 12 верст он шёл в полном архиерейском облачении, «не выказывая ни малейшего утомления, подпевая своим тенорком священные песнопения». В попутных деревнях, где были часовни, крестный ход останавливался, еп. Варнава совершал краткие богослужения. К крестному ходу присоединялись все новые люди, и к монастырю уже подходила огромная процессия длиной 8 вёрст. 29 мая крестный ход был завершен там же, где и начинался — перед входом в Христорождественский собор.
Будучи дружен с Распутиным, приезжал к нему в село Покровское Тобольской губернии. По свидетельству об этом Покровского священника Петра Остроумова: «20 июня (по-видимому, 1912 г.) на пароходе к Распутину приехал преосвященнейший епископ Каргопольский Варнава и с ним Андрей иеромонах… Как только показались на пароходном трапе епископ и иеромонах, Распутин и вся его семья запели тропарь пятидесятницы. Еп. Варнава благословил его и затем они трижды облобызались… Погостив два дня, еп. Варнава и иеромонах отбыли из Покровского».
В селе Архангелы в 1913 году открыл общество трезвости. Перед открытием общества произнёс прочувственное слово, ещё раз отметив зло, которое приносит человеку и его семье пьянство и возвысил трезвенность, как украшение молодости и утешение в старости.

### Епископ Тобольский
13 ноября 1913 года переведён на Тобольскую кафедру. 16 ноября того же года состоялось официальное прощание каргопольцев с епископом Варнавой. Каргопольцы поднесли ему икону апостола Варнавы, небесного покровителя владыки. 20 ноября выехал из Каргополя в Петербург. За ним последовали двое иноков Спасо-Преображенского монастыря — библиотекарь и ключник. 3 декабря того же года был принят императором Николаем II в Ливадии.

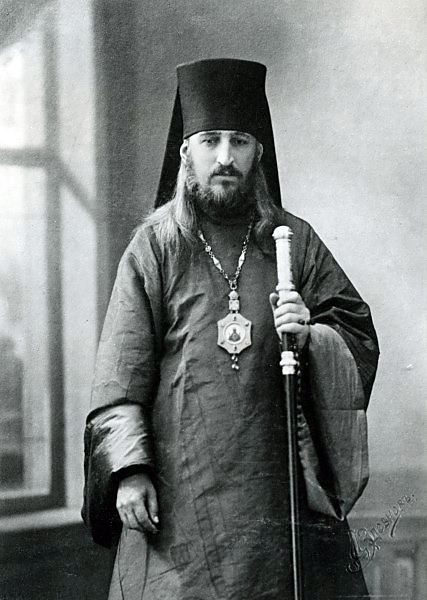

Назначение правящим архиереем выходца из крестьян, к тому же не имевшего ни семинарского, ни светского образования, в то время как архиереями становились почти исключительно выходцы из «духовного сословия», причём окончившие духовную академию, вызвало противоречивые толки. Журнал «Русский паломник» в анонимной статье «Архипастырь из народа» вскоре после его назначения в Тобольск писал: «В синодальный период жизни Церкви, когда широкое просвещение и богословское образование сделались необходимою привилегией-цензом епископского сана, — епископство нового тобольского преосвященного-простеца является исключительным событием, которое, может быть, знаменует собою поворотный момент в жизни Церкви, если, конечно, этот первый опыт с назначением епископа из простецов-начётчиков даст на этот счёт свои положительные показания». С одной стороны, среди простого народа новый епископ пользовался популярностью, с другой стороны, вызывал непонимание и даже отвращение у высших слоёв и потомственного духовенства. Представитель последнего протопресвитер Георгий Шавельский писал: «По сообщениям приезжавших из Тобольска лиц, архипастырская деятельность епископа Варнавы там отличалась двумя особенностями: высокомерным и почти жестоким отношением его к образованным священникам и необыкновенною ревностью в произнесении в кафедральном соборе длиннейших проповедей. Проповеди преосвященного неуча скоро стали притчею во языцех, ибо владыка, при полном своем невежестве, брался решать с церковной кафедры все вопросы и разрешал их со смелостью самого опытного хирурга и с ловкостью мясника. Публика ходила смотреть на новоявленного проповедника, как на какую-то уродливую диковину». Многие проповеди епископа Варнавы помещались в «Тобольских Епархиальных Ведомостях».
Возбудил ходатайство перед Святейшим синодом о прославлении митрополита Тобольского Иоанна Максимовича в лике святых. Не дожидаясь окончания этого процесса, послал императору Николаю II телеграмму с просьбой разрешить канонизацию и получил Высочайшую телеграмму, противоречиво гласившую: «Пропеть величание можно, прославить нельзя», в то время как величания поются только прославленным святым. На основании данной телеграммы совершил 27 августа 1915 года молебное пение, поминая «Иоанна» как святого, причём без титула. Такой поступок вызвал много шума, что повлекло разбирательство дела в Святейшем Синоде. Как объясняет протопресвитер Григорий Шавельский: «В нашей русской церкви прославления святых происходили с высочайшего разрешения. Но такому разрешению предшествовали: освидетельствование мощей и определение Св. Синода о прославлении Святого, основанное на признании достаточности данных в пользу несомненной его святости. Царское утверждение лишь завершало дело. Случаев прославления святых по одному высочайшему повелению, без решения Синода, как будто у нас не было. Если же и был подобный случай, то он был ничем иным, как грубым нарушением прав церкви, насильственным вмешательством в сферу её священных полномочий. Просьбу епископа Варнавы надо объяснить невежеством этого епископа, — с одной стороны, дерзкой смелостью, — с другой. Не знаю, советовался ли Государь по поводу телеграммы Варнавы с кем-либо из своих приближенных, но и я и архиепископ Константин узнали о ней со стороны, и много спустя».
Во время допроса в Синоде резко разговаривал с обер-прокурором Александром Самариным; Синод в сентябре 1915 года постановил уволить его от управления епархией. Император Николай II по настоянию супруги, которая якобы требовала (по словам Георгия Шавельского) карательных действия в отношении всех членов Синода, настроенных против Григория Распутина, а также увольнения обер-прокурора Самарина, отказался утвердить синодальное определение о нём, в ответ на что Самарин был вынужден подать в отставку.
В заседаниях Синода в конце ноября 1915 года, пересматривавших, согласно резолюции Николая II, дело Варнавы, последнего активно защищал новоназначенный митрополит Петроградский Питирим (Окнов), также имевший репутацию распутинца. В итоге епископу Варнаве было решено сделать внушение. 11 декабря в Тобольск был командирован Синодом для производства нового освидетельствования мощей и проверки сведений о чудесах архиепископ Литовский Тихон (Беллавин) (впоследствии Патриарх Московский и всея России), на основании доклада которого Варнава был в значительной мере реабилитирован.
Синод санкционировал и канонизацию митрополита Иоанна Тобольского. Торжества его церковного прославления состоялись в Тобольске в июне 1916 года. По общей оценке, епископ Варнава организовал их образцово.
10 июня 1916 года Николай II пожаловал ему орден Святого Владимира II степени, а 5 октября того епископ Варнава года был возведён во архиепископа с оставлением Тобольским и Сибирским.
27 декабря 1916 года газета «Новое время» написала: «Архиепископ тобольский Варнава, находясь в Тюмени, на последнем богослужении произнес громовую речь против кинематографов, этих „дьявольских греховных гнезд“; он заклинал матерей не пускать своих детей в эти театры и самим не ходить».

### На покое
После Февральской революции 7 марта 1917 года по требованию Временного правительства определением Святейшего синода № 1219 был уволен на покой с назначением управляющим, на правах настоятеля, Высокогорской Воскресенской пустынью в Арзамасском уезде Нижегородской губернии.
В апреле 1917 года член Государственного совета, член Совета Русского собрания профессор-протоиерей Тимофей Буткевич писал, отражая настроения и дух того времени, в передовице официального издании Святейшего синода «Церковный вестник», которое он редактировал: «<…> Особенно тяжело сказалось влияние Распутина на царя в жизни Православной церкви. <…> И церковью управлял, собственно, Распутин. Он назначал обер-прокуроров Св. Синода из лиц, лизавших его руки. Своих единомышленников он возводил на митрополичьи (м.м. Питирим и Макарий) и архиепископские кафедры. Огородник Варнава, не умевший написать грамотно двух слов, гнавший науку и просвещение, был возведён в сан архиепископа! Где и когда была доводима Православная Церковь до такого позора?!»
Зимой — весной 1918 года архиепископ Варнава «приезжал просить у Патриарха какой-нибудь монастырь в управление в Москве или около Москвы, в частности Новый Иерусалим в г. Воскресенске, или о возвращении епархии в управление, каковой он был лишен незаконно». Однако «все ходатайства его были отклонены».
9 июня 1918 года по распоряжению из столицы архиепископ Варнава был арестован близ Арзамаса местными органами ЧК по делу протоиерея Иоанна Восторгова и препровождён в московскую Бутырскую тюрьму. 4 сентября того же года Следственная комиссия революционного трибунала при ВЦИК постановила ликвидировать дело протоиерея Иоанна Восторгова во внесудебном порядке. 5 сентября (23 августа) были расстреляны протоиерей Иоанн Восторгов, а также видные деятели царской России, арестованные ещё Временным правительством: сенатор, бывший товарищ министра внутренних дел Степан Белецкий, бывшие министры внутренних дел Николай Маклаков и Алексей Хвостов, последний председатель Государственного совета Иван Щегловитов.
14 сентября 1918 года Президиум ВЦИК высказался «по делу епископа Ефрема, епископа Варнавы и священника Варжанского, арестованных в связи с делом Восторгова», и утвердил текст постановления: «Принимая во внимание, что, как видно из следственного материала по делу епископа Ефрема и Варнавы, а также священника Варжанского, указанные лица явились активными деятелями заговора в пользу монархической реставрации, действовали все время с Восторговым по соглашению с ним, что следственный материал дает обильный материал для обвинения их в активной контрреволюционной деятельности, Президиум ВЦИК постановляет изъять указанные выше дела из революционного трибунала при ВЦИК и передать их во Всероссийскую чрезвычайную комиссию для ликвидации этих дел внесудебным порядком». В данных обстоятельствах архиепископ Варнава написал заявление в Президиум ВЧК с просьбой вызвать его к следователю и под запись сделал несколько скандальных заявлений. Архиепископ Варнава сообщил сотруднику ВЧК о своей готовности всемерно поддерживать советскую власть, сотрудничать с ВЧК в качестве информатора, о желании создать «церковь, стоящую за большевистскую власть». Архиепископ Варнава таким образом стал первым архиереем, установившим подобные связи с ВЧК, созданной для осуществления государственной политики, направленной на искоренение религии в СССР.
Заявление Варнавы, в котором содержались клеветнические выпады против многих видных православных иерархов, сразу же было опубликовано рядом центральных советских газет. Так, 19 сентября 1918 года он заявил заведующему отделом по борьбе с контрреволюцией ВЧК Николаю Скрыпнику:

Заявляю, что я никакого неудовольствия на свое содержание не могу заявить. Говорили, что в Чрезвычайной комиссии прямо в ступе толкут, а я на самом деле увидел, что обращение, наоборот, вежливое и вполне внимательное. На пищу я не могу заявить претензии, хотя и не особенно много, но всегда была. Хочу заявить, что я как сын крестьянина не являюсь противником Советской власти, а наоборот, хотел с нею работать. В Арзамасе я прямо заявил перед толпою, чтобы все шли в Красную армию: раз правительство образовалось, ему надо повиноваться и идти в армию, которую оно образовывает. Сам я из простого народа и всегда был в трениях с богатыми епископами. Именно они идут против народа. Их и надо забирать, и я все время ожидал, что приведут в тюрьму толстопузых епископов из купечества или из чиновников. Этих долгогривых и надо забирать, потому что они идут против рабочих. Я хочу работать с большевиками, большевики ведь не идут против веры, а простому народу, кто верит, надо идти с большевиками, потому что они стоят на правильном пути, а за то, что происходит что-нибудь плохое, нельзя большевиков винить, потому что в этом причина всего прежнего строя. Я хочу работать вместе с большевиками, и уже давно я разошёлся со своими, которые всегда были против меня, потому что я из простого народа прошёл в архиереи. Особенно пошли против меня, когда я в проповедях высказался за Советскую власть. Я хочу сказать, что расстрелять меня Советская власть всегда сможет, когда признает необходимым. Теперь же я предлагаю Советской власти свои услуги, для того чтобы воздействовать на тех, кто восстает против Советской власти, и привести их к соединению со всеми трудящимися.
Против Советской власти я никогда не пойду. Советскую власть я признаю выше и лучше всякой другой, какая была до сих пор, и готов за неё умереть. А если собор или патриарх задумают отлучить меня от церкви, я не буду обращать на это внимание, потому что я готов порвать со всеми для простого народа и для Советской власти. В ответ на отлучение от церкви собором я призову всех священников и архиереев, стоящих за простой народ, восстановить церковь без тех, кто сейчас самовольно и незаконно засел в собор и хочет решать дела церкви. Тогда будет настоящая церковь, стоящая за простой народ, со священниками и архиереями, признавшими Советскую власть и большевиков. Только таки[х] архиереев я буду назначать. Здесь я призову архиепископа Владимира [Путяту], который отлучен собором, и вместе с ним поставлю новых епископов, для того чтобы бороться за Советскую власть. Смерти я не боюсь и не дрожу за жизнь, но я хочу поработать для простого народа и предложить свои силы и свое архиепископское звание для работы для Советской власти и большевиков. Именно для того, чтобы заявить все это, я и просил вызвать меня теперь. Все записано правильно с моих слов. Архиепископ Варнава.

Как правило, публикации таких протоколов в газетах, текстуально зачастую весьма разнившихся между собой, сопровождались комментариями редакции, авторы которых, отмечая, что разоблачения Варнавы «заслуживают особого внимания», подчёркивали: «Нельзя верить в искренность признаний этих „шкурников“».
Публикация протоколов допросов архиепископа Варнавы не прошла мимо священноначалия. Патриарх Тихон и Священный синод 11 октября 1918 года постановили «ввиду обнаружения со стороны архиепископа бывшего Тобольского Варнавы в его заявлениях… попрания священных канонов и архиерейского достоинства запретить его, архиепископа Варнаву, в священнослужении с воспрещением ношения панагии, возложения мантии и преподания благословения и предписать ему представить объяснения по предмету означенных его заявлений».
Предполагалось, что распоряжение Священного синода будет объявлено Варнаве через священника Бутырской тюрьмы, но сделать это не удалось. 16 декабря 1918 года в Священный синод поступил рапорт (№ 9521) архиепископа Нижегородского и Арзамасского Евдокима (Мещерского), который ходатайствовал «об увольнении от управления Арзамасскою Высокогорскою пустынью управляющего на правах настоятеля оной архиепископа бывшего Тобольского Варнавы. Архиепископ Варнава давно уже в пределах Нижегородской епархии не проживает. Местопребывание Преосвященного неизвестно. Неизвестно даже, жив он или умер». 21 декабря 1918 года ходатайство было удовлетворено.
28 ноября 1918 года Н. Н. Липкин-Копейщиков, прикомандированный, согласно удостоверения ВЧК от 26 ноября за № 6561, «к Отделу К-Р. ВЧК для производства следствия по делам духовенства», допросил в больнице при Бутырской тюрьме архиепископа Варнаву, который показал:

[Я] проживал в монастыре близ Арзамаса, арестован 27 мая ст[арого] стиля, по чьему предложению, мне не известно. Со времени Октябрьского переворота не только никогда не выступал против Советской власти, но, по крайнему моему разумению, считаю власть эту правильной и народной… Тов[арищ] Ленин явится вторым Моисеем, выведшим народ ко спасению. Советскую власть приветствовал и по долгу служителя Церкви всегда был в недоумении, почему служители Церкви находили возможным в молитвах поминать всяческую существующую власть и только власть советов с первых же пор решили в молитвах не поминать. Когда окрестные крестьяне обращались ко мне по вопросу о вступлении в ряды Красной армии, я всегда с открытым сердцем благословлял идущих в ряды армии.
10 (23) декабря 1918 года уволен от управления Высокогорским монастырём.
26 декабря 1918 года Липкин-Копейщиков направил в Отдел по борьбе с контрреволюцией ВЧК докладную записку, в которой рекомендовал, «применив амнистию по поводу октябрьских торжеств», освободить архиепископа Варнаву (наряду с прочими 18 лицами духовного звания, заключёнными в Бутырках), дело о нём производством прекратить, однако к словам Липкина-Копейщикова не прислушались, и Варнава продолжал содержаться в заключении.
Освобождение архиепископа Варнавы произошла благодаря заступничеству сотрудника ВЧК и доверенного лица председателя ВЧК Дзержинского Алексея Филиппова. 18 апреля 1919 году Московская ЧК выписала Филиппову пропуск для «делового свидания» с архиепископом Варнавой (Накропиным) в больнице Бутырской тюрьмы. Между собеседниками было достигнуто соглашение, позволившее Филиппову заручиться поддержкой руководства ВЧК в деле освобождения архиепископа из тюрьмы.
Варнава вышел из тюрьмы на Страстной неделе. При освобождении Варнавы с него была взята подписка о политической лояльности, после чего МЧК выдала ему удостоверение личности с условием, что тот будет проживать «вне стен монастырских». Не афишируя своего освобождения, он поселился на частной московской квартире Никитиных на пересечении Вознесенской и Немецкой улиц. Не позднее 5 мая 1919 года его адрес стал известен патриарху Тихону, после чего со стороны Московской патриархии возобновились попытки вручить Варнаве постановление Священного синода от 28 сентября/11 октября 1918 года о запрещении его в священнослужении и о предоставлении объяснений своих действий.
16 июня 1919 года постановлением Патриарха и Священного синода был назначен настоятелем Калязинского монастыря Тверской епархии, однако к месту назначения не поехал.
В июле 1919 года встречался с Феликсом Дзержинским, во время которой, по утверждению архимандрита Олега (Вавилина), «передал Дзержинскому две иконы, одну для него, другую для Ленина».
В августе 1919 года Алексей Филиппов стал председателем учреждённого Дзержинским «Исполнительного комитета по делам духовенства всея России» (кратко «Исполкомдух»), в состав которого входили представители различных конфессий, в том числе и священнослужители Русской православной церкви. Вторая половина 1919 года и первая половина 1920 года для архиепископа Варнавы прошли под знаком сотрудничества с «Исполкомдухом».
В 1920 года Варнава был определён на Архангельскую кафедру, но назначения не принял. В конце октября 1921 года на страницах церковной печати появилась информация, что «бывшему архиеп[ископу] Варнаве, находящемуся в Москве, поручено управление Самарской епархией». Однако, по мнению М. Ю. Крапивина, судя по всему, и на сей раз архиепископ из столицы не уехал. Как свидетельствуют дневниковые записи Н. П. Окунева, в январе 1922 года он жил и служил в Москве:

1921/22 г., 31 декабря 1921 г. / 13 января 1922 г.:

На Новый (старый) год был в церкви Спаса на Спасской улице и там служил тоже «выпущенный» — архиепископ Варнава. В своем роде и этот интересен: характернейшее лицо, напоминающее самого Ивана Грозного, и голос какой-то особенный — цепкий и вороватый. Слушал впервые его проповедничество. Это тоже что-то особенное. Точно баб поучает на каком-нибудь постоялом дворе самыми простыми, житейскими словами, которые и в церкви вызывали смех, как в квартирной или базарной беседе. «Чего вы вините большевиков, что испортили ваших детей? Сами виноваты. Сами вы пьете и детей приучаете.— Что Вы, Иван Иванович, не пьете? — Да я никогда не пью. — Ну что это такое, у нас даже Маничка пьет, а Вы не пьёте… Вы где встречали Новый год: у Омона-Момона, у Корша-Лакорша? Пили шампанское, платили десятки и сотни рублей, а ведь не догадались пожертвовать в пользу церкви хоть пустые бутылки… Что посеешь, то и пожнёшь. Вместо свеклы малина не вырастет… Нет, что ни говорите, а надо молить большевиков, чтобы они ещё годочков на пять остались, чтобы хорошенько вышколить нас» и т. д. Так говорил архиепископ Варнава в храме Божием. Любопытно было бы послушать его, как он говорит где-нибудь в комнате. Кто-то уверял меня, что это тот самый Варнава, которого в епископы произвёл Распутин прямо из огородников и что ему 95 лет. Не врут ли?
Согласно бюллетеню Священного Синода «Церковная хроника» от 15/28 декабря 1921 года, духовенство и миряне Самарской епархии выразили протест против назначения управляющим архиепископа Варнавы. Вскоре 23 декабря на квартире доктора Веревкина (Москва, ул. Селезневская, 13) был арестован вместе с настоятелем Троицкого Селижаровского монастыря Тверской губернии архимандритом Никоном (Дегтяренко), прибывшим с просьбой о переводе в Самарскую епархию. По решению Президиума ВЧК освобождён.
В марте 1922 года государственные инстанции рассматривали возможность вовлечения архиепископа Варнавы в готовившийся обновленческий раскол. В протокол № 1 заседания Комиссии по изъятию ценностей по Московской губернии от 12 марта 1922 года внесено постановление: «запросить соответствующие органы» относительно «использования… Московского Варна[в]ы». Однако к обновленческому расколу архиепископ Варнава причастен не был.
Скончался 13 апреля 1924 года в Москве; 22 апреля был отпет патриархом Тихоном в церкви Покрова в Филях, в ограде которой был погребён.
Михаил Губонин также отмечал, что «среди некоторой части церковного общества пользовался глубоким почитанием и слыл за прозорливого старца-подвижника <…> В связи с его кончиной распространился слух о предсказании им, незадолго до кончины, что Москва в скором времени сильно пострадает от огня. Об этом вспоминали в войну 1941—1945 гг».

## Основные сочинения
- Речь при назначении его во епископа Каргопольского, вик. Олонецкой епархии // Прибавления к «Церковным Ведомостям». — 1911. — № 39. — С. 1598; Русский Инок. — 1911. — Вып. 43. — С. 45—46.
- Христианские уроки: «Сподоби, Господи, без греха сохранитися нам» // Русский Паломник. — 1915. — № 29. — С. 455.
- Слово, сказанное в церкви с. Белорецкого в 1914 году // Тобольские Епархиальные Ведомости. — 1917. — № 2.
- Слово, сказанное 8 января 1917 года в кафедральном соборе г. Тобольска // Тобольские Епархиальные Ведомости. — 1917. — № 4.
- Слово в Неделю о блудном сыне // Тобольские Епархиальные Ведомости. — 1917. — № 6.